# Jerry Siegel
Jerry Siegel, all'anagrafe Jerome Siegel (Cleveland, 17 ottobre 1914 – Los Angeles, 28 gennaio 1996), è stato un fumettista statunitense.
Appassionato di fantascienza, pubblica i suoi racconti già nel 1929 sulla fanzine ciclostilata (la prima fanzine della storia) della Scuola superiore "Glenville". Fondamentale fu, l'anno successivo, l'incontro con Joe Shuster, col quale era destinato a creare l'icona del fumetto supereroico per eccellenza: Superman.

## Biografia
Era l'ultimo dei sei figli degli immigrati lituani Mikhel Iankel Segalovich e Sora Meita Khaikels, che cambiarono i loro nomi in Michael e Sarah Siegel una volta sbarcati negli Stati Uniti.

### Superman
Insieme a Joe Shuster, giovane disegnatore canadese conosciuto alla Glenville High School, frequentata da entrambi, crea il mito di Superman. Il personaggio fu ideato nel 1934 ma verrà venduto ad un editore, la DC Comics, solo nel 1938.
Sempre per la DC Siegel lavorerà su altri supereroi, creando tra gli altri il tormentato e mistico Spettro, datato 1940, sotto i cui panni, si è nascosto anche Hal Jordan, la Lanterna Verde più conosciuta di tutti i tempi.
Nel frattempo Superman è diventato un fenomeno di costume, sfruttato in ogni modo possibile dall'editore: i loro creatori e autori si lamentano, però, di raccogliere solo le briciole di questa messe di denaro. Allora Siegel e Shuster, trasferitisi nel frattempo a New York, decidono di fare causa alla DC Comics, perdendola: il passo successivo dell'editore è quello di licenziarli.

### Un periodo difficile
Inizia così un periodo difficile per entrambi. In un primo momento cercano di rilanciarsi proponendo un nuovo personaggio, Funnyman, che però ha vita breve: concluderà la sua vita editoriale nel 1949. Da questo punto in poi la coppia si scioglie.
Mentre Shuster, dopo pochi anni, abbandonerà l'attività per problemi di vista, trascorrendo alcuni decenni in ospizio, Siegel continua la sua carriera di sceneggiatore su vari albi e quotidiani statunitensi, creando spesso personaggi suoi. Tra il 1950 e il 1967 crea Jon Juan, Lars of Mars, Nature Boy, Fly Man, Tiger Girl, nonché una serie di gag per varie riviste satiriche. Per i quotidiani sceneggia inoltre sequenze di Ken Weston e Buck Rogers e torna tra il 1959 e il 1966, in forma anonima, a Superman realizzando storie per gli albi e i quotidiani.
Nel 1968, mentre una nuova causa con la DC Comics si trascina senza successo tra i tribunali, si trasferisce con la moglie Joanne a Los Angeles, California.
È questo il periodo più duro nella carriera del cartoonist: dopo aver minacciato più volte il suicidio, trova finalmente lavoro come dattilografo presso la California Utilities Commission e, nei ritagli di tempo, scrive soggetti per alcuni cartoni animati televisivi di Hanna-Barbera e di Steve Krantz.

### Alla Western
Nello stesso anno arriva dalla Western Publishing la richiesta di scrivere alcune sceneggiature per i suoi albi. Realizza così storie su Qui, Quo e Qua nelle vesti di Giovani Marmotte, alternandosi per circa quattro anni con il già pensionato Carl Barks nella realizzazione di queste storie.
Nel 1972 Siegel chiude la sua collaborazione con la Western, ma non con il mondo disneyano. Infatti nel maggio del 1971, a Los Angeles, Jerry incontra Mario Gentilini, allora direttore di Topolino, che in quel periodo si trovava in visita agli Studi di Burbank. Il direttore gli propone di scrivere alcune storie per le riviste Disney italiane e così inizia uno dei periodi più prolifici e importanti dello scrittore.

### Un Disney italiano
A ragion veduta, quindi, Siegel, oltre che il padre di Superman, è da considerarsi uno dei Maestri Disney d'Italia con ben 155 storie all'attivo, tutte pubblicate su Topolino e Almanacco Topolino, alternandosi sia con Topolino e Pippo, sia con Paperino e Zio Paperone: la sua prima storia pubblicata sarà Paperino e la macchina dell'eroismo (1972), disegnata dall'allora esordiente Giorgio Cavazzano; l'ultima storia pubblicata sarà Paperino poliziotto... acquatico (1981). Le sceneggiature vengono realizzate da Siegel in inglese per poi essere tradotte e riadattate dalla redazione di Topolino (in particolare da Gaudenzio Capelli, Maria Luisa Ciceri, Gian Giacomo Dalmasso ed Elisa Penna). Essendo ormai irreperibili le sceneggiature originali di Siegel scritte in inglese americano, l'unica storia italiana di Siegel pubblicata negli Stati Uniti, Zio Paperone e la scorribanda nei secoli, è stata tradotta liberamente dall'italiano.
Nelle sue storie disneyane infonde tutta la sua passione per la fantascienza, sviluppando anche tematiche tipiche delle storie di Superman, come nella già citata La macchina dell'eroismo, o in Zio Paperone e la cometa della sfortuna, sempre con Cavazzano, o Zio Paperone e la scorribanda nei secoli, disegnata da Romano Scarpa: in questa storia Siegel non solo spedisce in giro per i secoli Paperone, Paperino e Archimede, ma prefigura la distruzione della Terra nell'anno 487 000. Altre storie significative, spaziando sempre in diversi ambiti sono Paperino e il riscatto western, disegnata da Giuseppe Perego, o Zio Paperone e il tesoro di Atlantide, con Scarpa, (in cui, come già fatto da Barks, manda i paperi in quel che resta del continente perduto di Atlantide), che sono spesso caratterizzate da una vena malinconica, quasi romantica. Un esempio, in tal senso, può essere Zio Paperone e il robot investigatore, su disegni di Giancarlo Gatti, in cui un robot costruito da Archimede per proteggere il deposito di Paperone, alla fine della storia si smonta, nonostante la vittoria finale, perché parte dei guai capitati al suo padrone sono causati dalla sua incuria.
La sua vena bizzarra è espressa anche dai personaggi secondari che crea appositamente per le sue storie. Ad esempio l'assurdo mago che, per vendicarsi della ricchezza di Paperone, gli rivolta contro i suoi tesori in Zio Paperone e la minaccia monetaria, su disegni di Scarpa, o ancora il Giocattolaio, presente in ben tre storie, che debutta in Le Giovani Marmotte contro il Giocattolaio, su disegni di Guido Scala. In questa storia, come in molte altre, Siegel riprende le tematiche ecologiche che avevano caratterizzato il suo lavoro alla Western, presentandoci Qui, Quo, Qua nelle vesti classiche di generali delle Giovani Marmotte.

## La paternità di Superman
Nel 1978, dopo trent'anni di battaglie legali, la DC Comics, diventata in seguito proprietà della Warner Bros., accorda a Siegel e Shuster una rendita annua di ventimila dollari ciascuno, in seguito aumentati a 30.000, oltre al pagamento delle spese mediche e al riconoscimento della paternità del personaggio di Superman: tutte le fiction e i fumetti con protagonista l'"Uomo d'Acciaio" avranno da ora in poi la scritta «Superman creato da Jerry Siegel e Joe Shuster» (Superman created by Jerry Siegel and Joe Shuster). Tuttavia con la morte di Siegel, e il conseguente decadimento di ogni beneficio economico per gli eredi, la diatriba si è riaperta ed è tuttora in corso, con diverse cause aperte, fra le quali una sui diritti di Superboy.
Con una sentenza emessa nel 2008 da una corte federale degli Stati Uniti è stata assegnata agli eredi di Siegel una parte dei diritti sul personaggio, precisamente su quanto pubblicato in Action Comics n. 1 (1938), che contiene l'esordio del personaggio. La sentenza non è tuttavia risolutiva poiché lascia aperte molte questioni, come quella dei diritti internazionali, sui quali non può giudicare soltanto una corte federale degli USA, e quella dei diritti di Superboy, che ha esordito nel 1944, cioè più tardi rispetto ad Action Comics n.1.

## Riconoscimenti
Nel 2005 ha ricevuto un Bill Finger Award postumo per la sua carriera di sceneggiatore.